# One More Light
One More Light é o sétimo álbum de estúdio da banda americana de rock Linkin Park. Seu lançamento ocorreu em 19 de maio de 2017 e foi feito pela gravadora Warner Bros. Records. Este foi o último álbum da banda que contou com a participação de dois integrantes de longa data: o vocalista Chester Bennington, que morreu por suicídio por enforcamento dois meses após o lançamento do disco, e o baterista e co-fundador Rob Bourdon, que não retornou à banda em 2024.
A banda gravou o álbum entre setembro de 2015 e fevereiro de 2017 em vários estúdios. Os membros da banda Brad Delson e Mike Shinoda atuaram como produtores principais do álbum. O estilo musical de One More Light foi descrito como sendo mais focado no pop, partindo do som do metal alternativo de seu álbum anterior, The Hunting Party (2014). O álbum apresenta vocalistas convidados, sendo eles Pusha T, Stormzy e Kiiara, e também colaborações de produção e composição com Julia Michaels, Justin Tranter, Ross Golan, Andrew Goldstein, Blackbear e Eg White. O álbum também é o primeiro da banda a apresentar uma faixa título, pois eles sentiram que a canção "One More Light" era o coração do álbum.
O primeiro single do álbum, "Heavy", com participação de Kiiara, foi lançado em 16 de fevereiro de 2017. "Battle Symphony", "Good Goodbye" e "Invisible" foram lançados como singles promocionais antes do lançamento do álbum. "Talking to Myself" e "One More Light" foram lançados como singles mais tarde. O álbum teve um bom desempenho comercial, estreando em número um em vários países e tornou-se o sexto álbum da banda à atingir a primeira posição na Billboard 200. Apesar de um desempenho comercial positivo, recebeu críticas mistas de críticos da música.

## Contexto
Em 2014, Linkin Park lançou seu sexto álbum, The Hunting Party. O disco, produzido por Mike Shinoda e Brad Delson, marcou a mudança do som para o rock eletrônico, diferentes de trabalhos anteriores guiados pelo produtor Rick Rubin. A pré-produção de One More Light começou em meados de 2015 ainda na turnê de divulgação do The Hunting Party, com Shinoda trabalhando no seu telefone. A produção oficial começou depois da turnê. No processo, a banda começou a fazer música com ajuda externa. Eles trabalharam com Zayed Hassan, que terminou na canção dele chamada "Sailing Through the Clouds", Martin Garrix, Hot Karl, Mike Baczor da banda Her0, The Lonely Island, que resultou em "Things in My Jeep", e One Ok Rock. Nenhuma dessas colaborações, contudo, chegou na versão final do álbum.

## Gravação
A maioria do processo de escrita e gravação das canções aconteceu em Los Angeles, com algumas sessões também acontecendo em Londres e no Canadá, onde trabalharam com alguns compositores. Em Los Angeles, a banda começou a trabalhar no Larrabee Studios, onde eles tinham gravado o disco anterior. Quando o grupo precisou de mais espaço, eles se mudaram para o Sphere Studios.
Em uma entrevista para a revista Billboard, Shinoda disse: "Nós estamos focando apenas na composição das letras, não no som, no gênero, nos arranjos, nas palavras ou na melodia. E isso é algo que Rick [Rubin] sempre nos disse para fazer ao longo dos anos e nós nunca o escutamos porque nós sempre começamos com a melodia. Agora nós estamos escrevendo as canções e agora estamos começando a ver o estilo da coisa." Enquanto trabalhavam com Justin Parker em Londres, Mike falou que ele abordou um novo jeito de fazer música: escrever sem a melodia em mente e, ao invés disso, escrever com significado em mente. Ao invés de escrever faixa por faixa, a banda não saía da sessão de gravação sem ter uma música.
Embora a maioria da colaboração externa com o álbum tenha sido na composição das letras, a banda também trouxe produtores vocais porque eles queriam uma perspectiva diferente em como abordar os vocais. Entre esses colaboradores estavam Justin Parker, Conner Youngblood, Jon Green, Blackbear, Andrew Goldstein, Eg White, Emily Wright, Andrew Bolooki, Andrew Dawson, RAC, Corrin Roddick e Ross Golan.
A cantora Kiiara também participou de uma sessão de sete horas de gravação com Linkin Park para o vocal da canção "Heavy" e os rappers Stormzy e Pusha T contribuíram com versos em "Good Goodbye". No passado, a banda tinha uma abordagem diferente para colaborações. Mike explicou da seguinte maneira: "normalmente significa que nós finalizamos a canção mas nós vamos pedir para alguém adicionar alguma coisa em cima disso. [...] Geralmente, trabalhávamos assim: nós entravamos na sala com alguém e fazíamos algo do zero com eles. Nós trabalhávamos principalmente do mesmo jeito que fazíamos outras músicas, mas com um poder de fogo extra na sala".

## Promoção

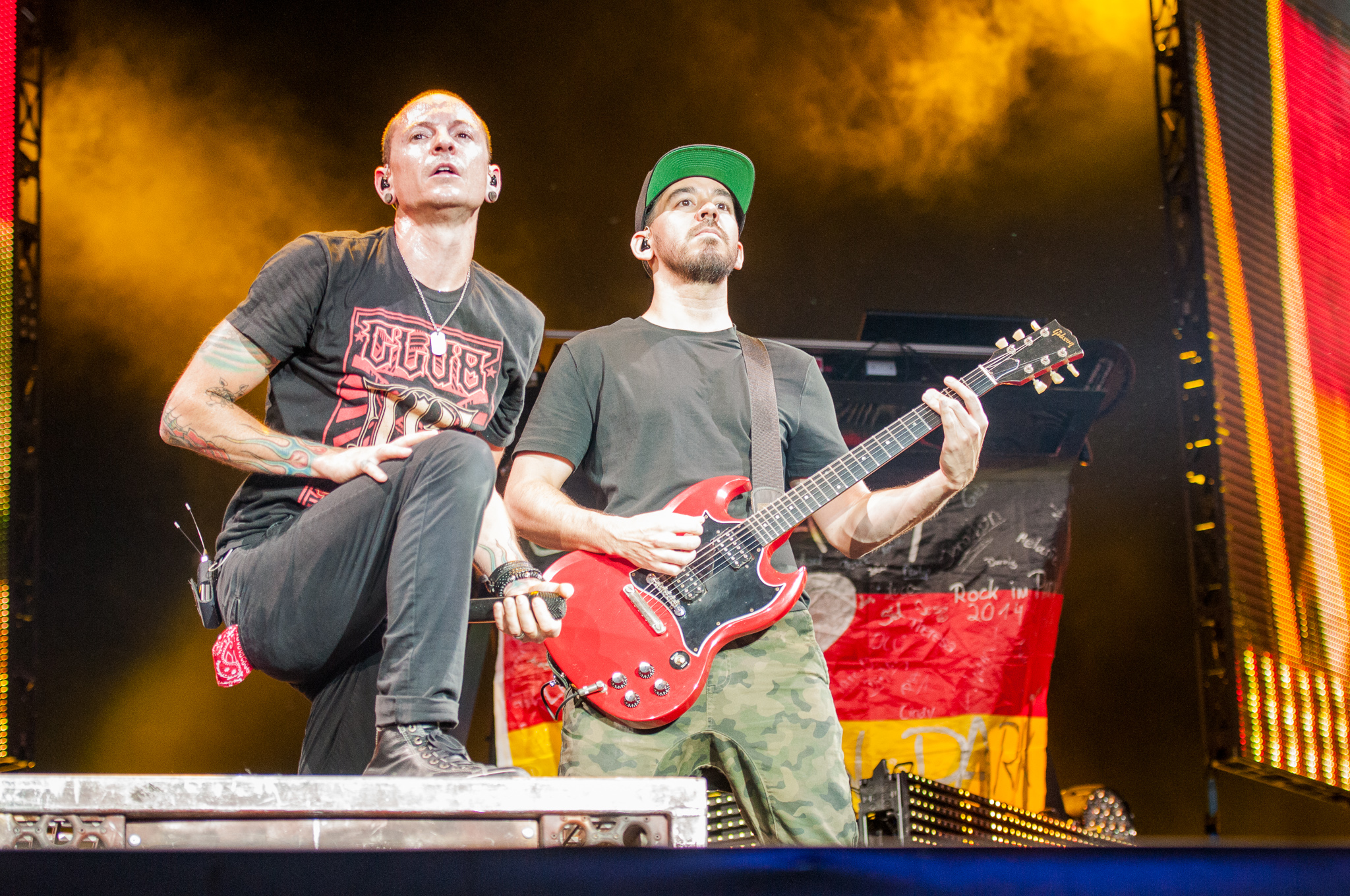
Chester Bennington (à esquerda) e Mike Shinoda (à direita) fizeram quatorze shows de divulgação do álbum para a imprensa.

O primeiro single, "Heavy", foi lançado em 16 de fevereiro de 2017. A faixa tem a participação com a cantora e compositora americana Kiiara, sendo a primeira vez que uma música do Linkin Park tem a participação de uma vocalista feminina. A música foi escrita por Linkin Park com Julia Michaels e Justin Tranter, enquanto Emily Wright e Andrew Bolooki lidavam com a produção vocal. A segunda canção a ser divulgada foi "Battle Symphony", a canção foi um single promocional e foi lançado em 16 de março de 2017, acompanhado com um vídeo letra. A terceira canção à ser divulgada foi "Good Goodbye", foi lançado para as plataformas digitais em 13 de abril de 2017, juntamente com um vídeo letra e logo após com um videoclipe. A música conta com as participações dos rappers Pusha T e Stormzy e foi o segundo single promocional. Em 10 de maio de 2017, a banda lançou a última faixa de pré-lançamento do álbum, "Invisible", acompanhado por um vídeo letra e foi o terceiro single promocional do álbum. "Talking to Myself" foi lançado as rádios em 25 de julho de 2017, como o segundo single oficial do álbum. O videoclipe de "Talking to Myself" foi lançado em 20 de julho de 2017, no mesmo dia em que o vocalista da banda Chester Bennington morreu. Após a morte de Bennington, a canção "One More Light" foi escolhida para ser o terceiro single do álbum. Um videoclipe foi lançado em 18 de setembro e a canção foi lançada para as rádios em 2 e 3 de outubro de 2017.
A banda estava preparada para embarcar em uma turnê mundial na promoção do álbum, que começou na América do Sul em maio de 2017. A turnê incluiu paradas em vários festivais, incluindo o Download Festival Paris, Aerodrome Festival, NovaRock, Impact Festival, I-Days Milano, Hellfest, Download Festival Madrid, Hurricane Festival, Southside Festival, Telekom VOLT Fesztivál, Bråvalla Festival, Rock Werchter, e muitos outros. A banda visitou 20 cidades da América do Sul e da Europa. A parte norte-americana da turnê foi cancelada após a morte de Chester Bennington em 20 de julho de 2017.
Em novembro de 2017, a banda anunciou uma versão ao vivo do álbum, intitulado One More Light Live, que foi lançado em 15 de dezembro de 2017.

## Faixas
| N.º            | Título                                             | Compositor(es)                                                          | Duração |  |
| 1.             | "Nobody Can Save Me"                               | Mike Shinoda · Brad Delson · Jonathan Green                             | 3:45    |  |
| 2.             | "Good Goodbye" (participação de Pusha T e Stormzy) | Shinoda · Delson · Jesse Shatkin · Terrence Thornton · Michael Omari    | 3:31    |  |
| 3.             | "Talking to Myself"                                | Shinoda · Delson · Ilsey Juber · JR Rotem                               | 3:51    |  |
| 4.             | "Battle Symphony"                                  | Delson · Shinoda · Jonathan Green                                       | 3:36    |  |
| 5.             | "Invisible"                                        | Shinoda · Justin Parker                                                 | 3:34    |  |
| 6.             | "Heavy" (participação de Kiiara)                   | Chester Bennington · Shinoda · Delson · Julia Michaels · Justin Tranter | 2:49    |  |
| 7.             | "Sorry for Now"                                    | Shinoda                                                                 | 3:23    |  |
| 8.             | "Halfway Right"                                    | Bennington · Shinoda · Delson · Ross Golan                              | 3:37    |  |
| 9.             | "One More Light"                                   | Shinoda · Francis "Eg" White                                            | 4:15    |  |
| 10.            | "Sharp Edges"                                      | Delson · Shinoda · Juber                                                | 2:58    |  |
| Duração total: | Duração total:                                     | Duração total:                                                          | 35:19   |  |

Notas
- Mike Shinoda participou na composição de todas as faixas.
- Brad Delson participou na composição de todas as faixas, exceto nas faixas 7 e 9.
- Chester Bennington participou somente na composição das faixas 6 e 8.

## Recepção
| Críticas profissionais  | Críticas profissionais |
| Pontuações agregadas    | Pontuações agregadas   |
| Fonte                   | Avaliação              |
| ----------------------- | ---------------------- |
| Metacritic              | 46/100                 |
| Avaliações da crítica   |                        |
| Fonte                   | Avaliação              |
| AllMusic                | [ 55 ]                 |
| Classic Rock Magazine   | [ 56 ]                 |
| Consequence of Sound    | D+                     |
| London Evening Standard | [ 58 ]                 |
| Newsday                 | B+                     |
| NME                     | [ 60 ]                 |
| Rock Sound              | 6/10                   |
| Sputnik Music           | [ 62 ]                 |

### Crítica
One More Light foi mal recebido pela crítica especializada e por muitos dos fãs. A NME criticou o álbum, dando uma nota de 2/10, afirmando que era "duro criticar uma banda boa que está tentando algo diferente e não é uma questão de que isto é um álbum pop. A questão é que é fraco e é planejado para ser comercial (talvez para competir com bandas como Twenty One Pilots)". Neil Z. Yeung da AllMusic concordou, afirmando que "a questão não é o esforço pop; na verdade, eles ganham pontos pela bravura de tentar fazer algo fora da zona de conforto deles. O problema é que a maior parte de One More Light é privado de uma carga visceral que definiu muito dos trabalhos anteriores da banda [...] não há gritos ferozes por Chester Bennington, quase não há muitos riffs e o DJ Hahn desapareceu." A Consequence of Sound criticou o som do disco afirmando que "eles perseguiam uma tendência pop-EDM como uma tentativa de capitalizar na sua ubiquidade" e soa como se as canções "fossem selecionadas por um comitê", fazendo com que o álbum se torne mais uma "confusão confusa de um álbum de uma banda que abandonou seu senso de identidade".
A Newsday foi na contra-mão e deu um parecer positivo ao álbum, dando nota B+ e elogiou a nova direção que a banda estava seguindo, comparando com os trabalhos do Coldplay e Owl City e concluindo que "One More Light mostra o quão bem Linkin Park tem absorvido o atual cenário pop e aplicou isso para a música deles de um jeito que reflete genuinamente o que eles são, e não o que os fãs querem que eles sejam."

### Comercial
O álbum foi um sucesso comercial, alcançando o topo das lista da Billboard 200, vendendo mais de 111 mil cópias na primeira semana de vendas nos Estados Unidos (sendo 100 mil no formato físico). One More Light também estreou em primeiro lugar no Canadá e na República Tcheca.

## Tabelas Musicais
| Paradas (2017)                                    | Melhor posição |
| ------------------------------------------------- | -------------- |
| Alemanha (Media Control)                          | 2              |
| Austrália (ARIA Charts)                           | 2              |
| Áustria (Ö3 Austria Top 40)                       | 1              |
| Bélgica (Ultratop 50 Flandres)                    | 1              |
| Bélgica (Ultratop 40 Valônia)                     | 3              |
| Canadá (Canadian Albums Chart)                    | 1              |
| Coreia do Sul (Gaon Album Chart)                  | 48             |
| Dinamarca (Hitlisten)                             | 6              |
| Escócia (Scottish Albums Chart)                   | 5              |
| Espanha (PROMUSICAE)                              | 6              |
| Estados Unidos (Billboard 200)                    | 1              |
| Estados Unidos (Billboard Top Alternative Albums) | 1              |
| Estados Unidos (Top Rock Albums)                  | 1              |
| Finlândia (Suomen virallinen lista)               | 2              |
| França (SNEP)                                     | 6              |
| Holanda (MegaCharts)                              | 5              |
| Hungria (MAHASZ)                                  | 1              |
| Irlanda (Irish Albums Chart)                      | 6              |
| Itália (FIMI)                                     | 4              |
| Japão (Oricon)                                    | 6              |
| México (AMPROFON)                                 | 18             |
| Noruega (VG-lista)                                | 8              |
| Nova Zelândia (RMNZ)                              | 4              |
| Polônia (ZPAV)                                    | 7              |
| Portugal (AFP)                                    | 2              |
| Reino Unido (UK Albums Chart)                     | 4              |
| República Tcheca (ČNS IFPI)                       | 1              |
| Suécia (Sverigetopplistan)                        | 8              |
| Suíça (Schweizer Hitparade)                       | 1              |

| Paradas (2017)                 | Posição |
| ------------------------------ | ------- |
| Alemanha (Offizielle Top 100)  | 23      |
| Áustria (Ö3 Austria)           | 27      |
| Bélgica (Ultratop 40 Flandres) | 52      |
| Bélgica (Ultratop 40 Valônia)  | 76      |
| Estados Unidos (Billboard 200) | 90      |
| Holanda (MegaCharts)           | 63      |
| Hungria (MAHASZ)               | 27      |
| Itália (FIMI)                  | 40      |
| Japão (Billboard Japan)        | 80      |
| Nova Zelândia (RMNZ)           | 49      |
| Reino Unido (UK Albums Chart)  | 95      |
| Suíça (Schweizer Hitparade)    | 22      |

## Certificações
| País                  | Certificação | Vendas  |
| --------------------- | ------------ | ------- |
| Alemanha (BVMI)       | Ouro         | 100.000 |
| Áustria (IFPI)        | Ouro         | 7.500   |
| Dinamarca (IFPI)      | Ouro         | 10.000  |
| Estados Unidos (RIAA) | Ouro         | 500.000 |
| França (SNEP)         | Ouro         | 50.000  |
| Hungria (MAHASZ)      | Ouro         | 3.000   |
| Itália (FIMI)         | Platina      | 50.000  |
| Nova Zelândia (RMNZ)  | Ouro         | 7.500   |
| Polônia (ZPAV)        | Ouro         | 10.000  |
| Reino Unido (BPI)     | Ouro         | 100.000 |

## Pessoal
| - Chester Bennington – vocais - Mike Shinoda – vocais, guitarra base, teclado, produção - Brad Delson – guitarra solo, produção - Dave "Phoenix" Farrell – baixo - Joe Hahn – turntables, programação - Rob Bourdon – bateria Artistas adicionais - Kiiara – vocal na faixa 6 - Pusha T – vocal na faixa 2 - Stormzy – vocal na faixa 2 - Ilsey Juber – backing vocal nas faixas 3 e 10 - Ross Golan – backing vocal na faixa 8 - Eg White – guitarra e piano na faixa 9 - Jonathan Green – guitarra adicional, backing vocal e baixo na faixa 1 - Jesse Shatkin – teclado adicional e programação na faixa 5 - Andrew Jackson – guitarra adicional na faixa 3, produção adicional | Pessoal técnico - Alejandro Baima – assistente de engenheiro - Andrew Bolooki – produção de vocal - Andrew Dawson – produção adicional - Ryan DeMarti – coordenação A&R - Lorenzo Errico – fotografia - Fraser T Smith – engenharia de vocal - Serban Ghenea – mixagem - John Hanes – mixagem de engenharia - Jerry Johnson – técnico de bateria - Tom Kahre – engenharia de vocal - Michael Keenan – produção adicional - Peter J. Lee – direção de arte, direção criativa, design, fotografia - Frank Maddocks – direção de arte, direção criativa, design, fotografia - Manny Marroquin – mixagem - Ethan Mates – engenharia - Dan McCarroll – A&R - Josh Newell – engenharia - Alexander Spit – produção adicional - Peter Standish – marketing - Christian Tachiera – fotografia - Jonna Terrasi – A&R - Warren Willis – assistente de estúdio - Emily Wright – produção de vocal |  |

Fonte: